# 히가시마쓰도역
히가시마쓰도역(일본어: 東松戸駅)은 일본 지바현 마쓰도시 히가시마쓰도에 있는 철도역이다.

## 타는 곳

### 호쿠소 철도
| 1·2 | ■ 호쿠소선 ■ 나리타 스카이액세스 | 게이세이 다카사고·오시아게·게이세이 우에노·아사쿠사·니시마고메·니혼바시·시나가와·하네다 공항·요코하마 방면 |
| 3·4 | ■ 호쿠소선 ■ 나리타 스카이액세스 | 신카마가야·인자이마키노하라·인바니혼이다이·나리타 공항 방면                                                |

### 동일본 여객철도
| 1 | 무사시노선 | 신마쓰도·미나미코시가야·미나미우라와·무사시우라와·후추혼마치 방면             |
| 2 | 무사시노선 | 니시후나바시·마이하마·게이요선에 직결 운행마이하마·도쿄역·가이힌마쿠하리 방면 |

## 역사
- 1991년 3월 31일: 호쿠소 철도의 철도역이 영업을 개시.
- 1998년 3월 14일: 동일본 여객철도의 철도역이 영업을 개시.
- 2009년 2월 14일: 호쿠소 철도의 승강장 형태를 변경, 특급 및 급행이 정차 개시.
- 2010년 7월 17일: 나리타 스카이액세스가 개통, 역 번호 'HS 05'가 부여.

## 사진

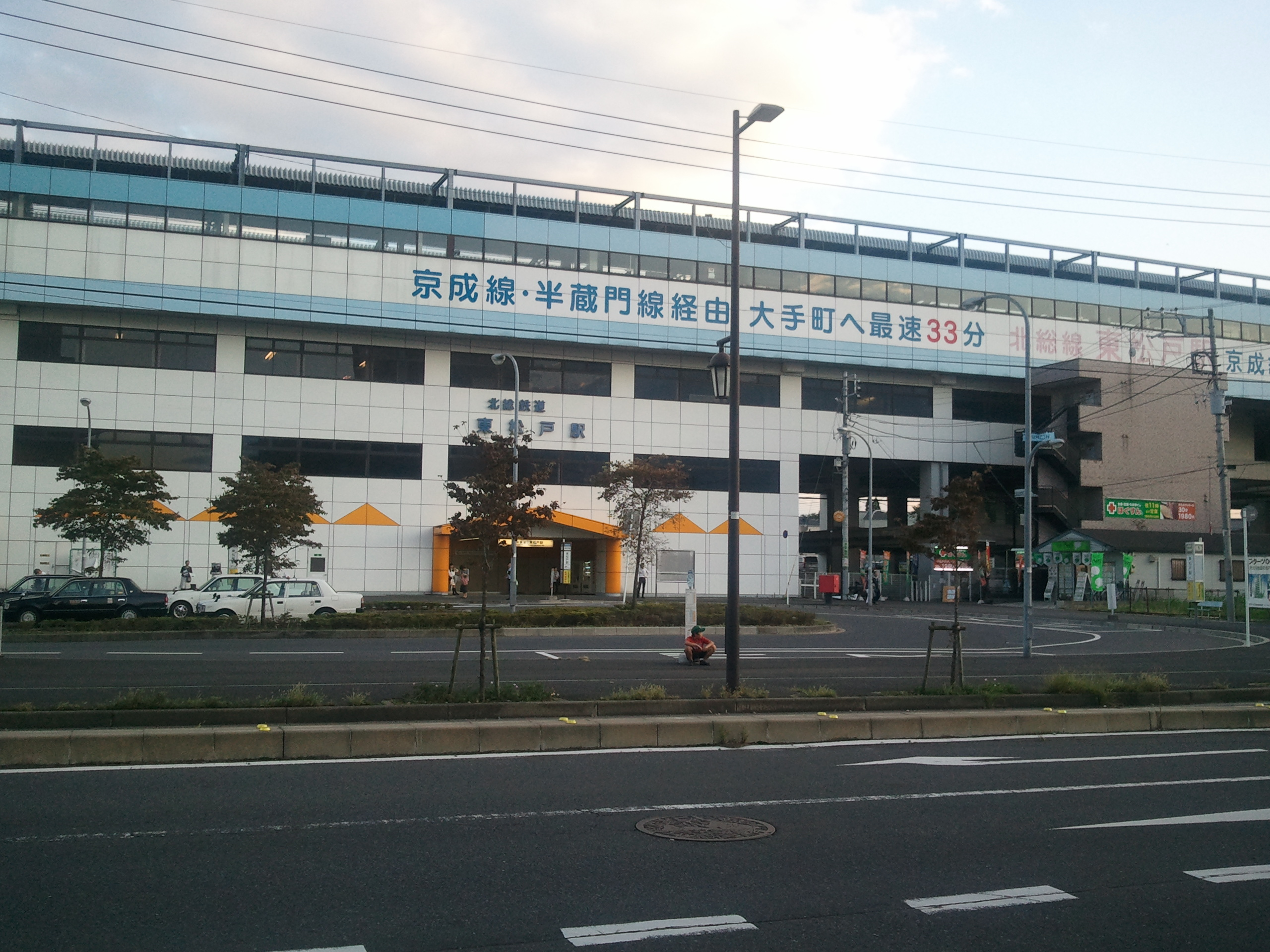
호쿠소 철도 역사 모습(2012년 9월)
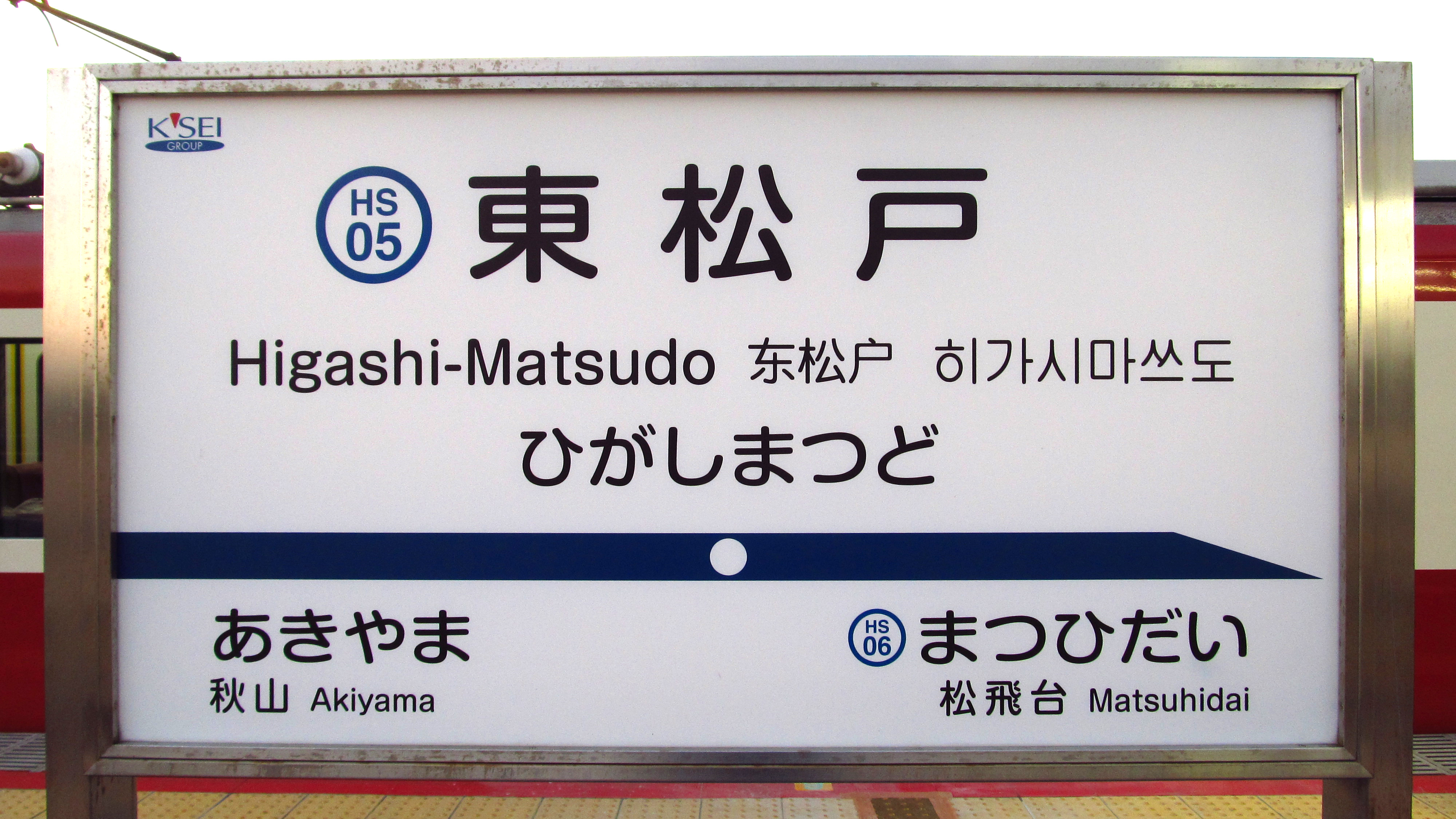
호쿠소선 역명판(2019년 10월)
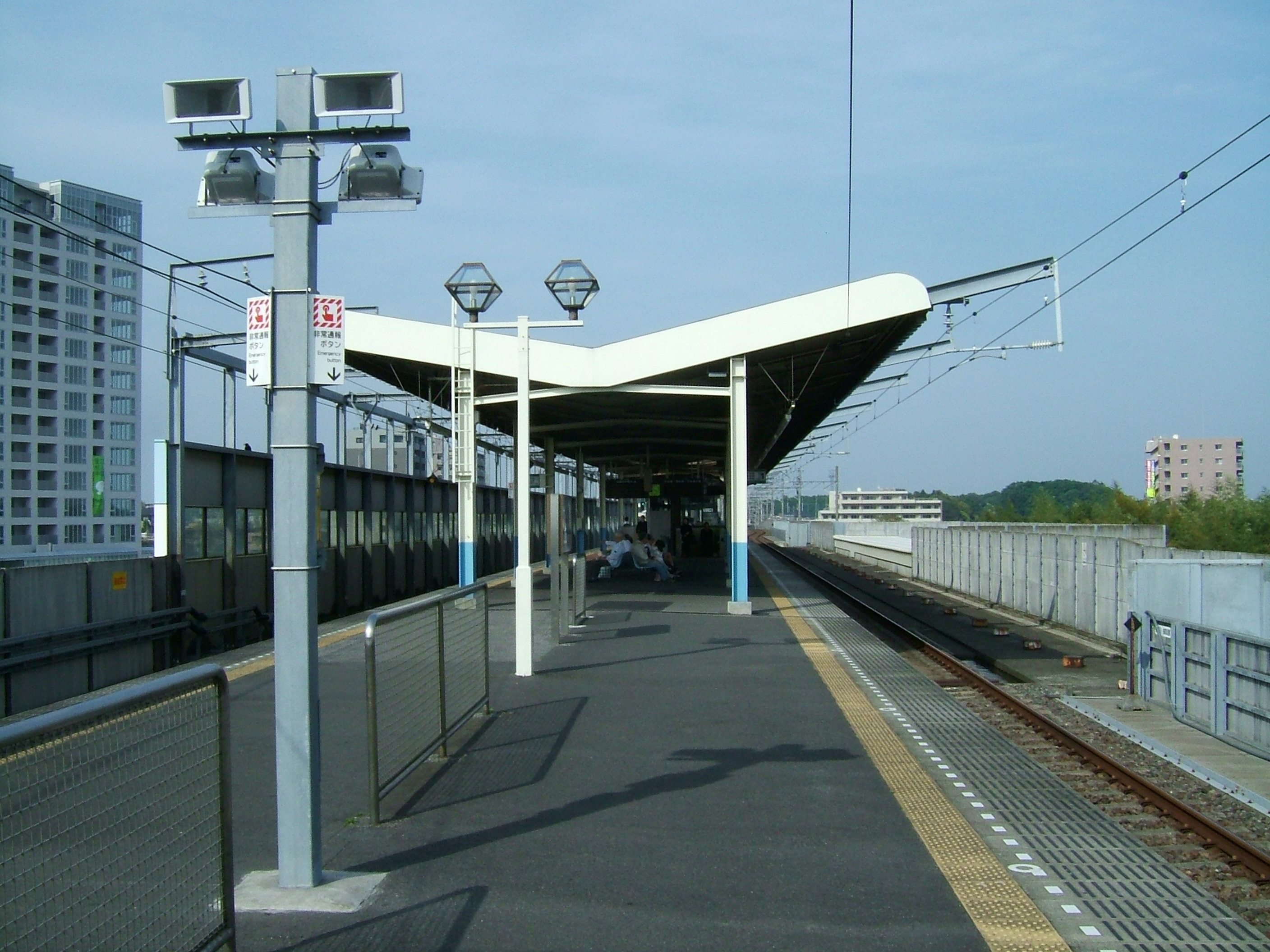
2007년 5월에 촬영한 호쿠소 선의 승강장 모습
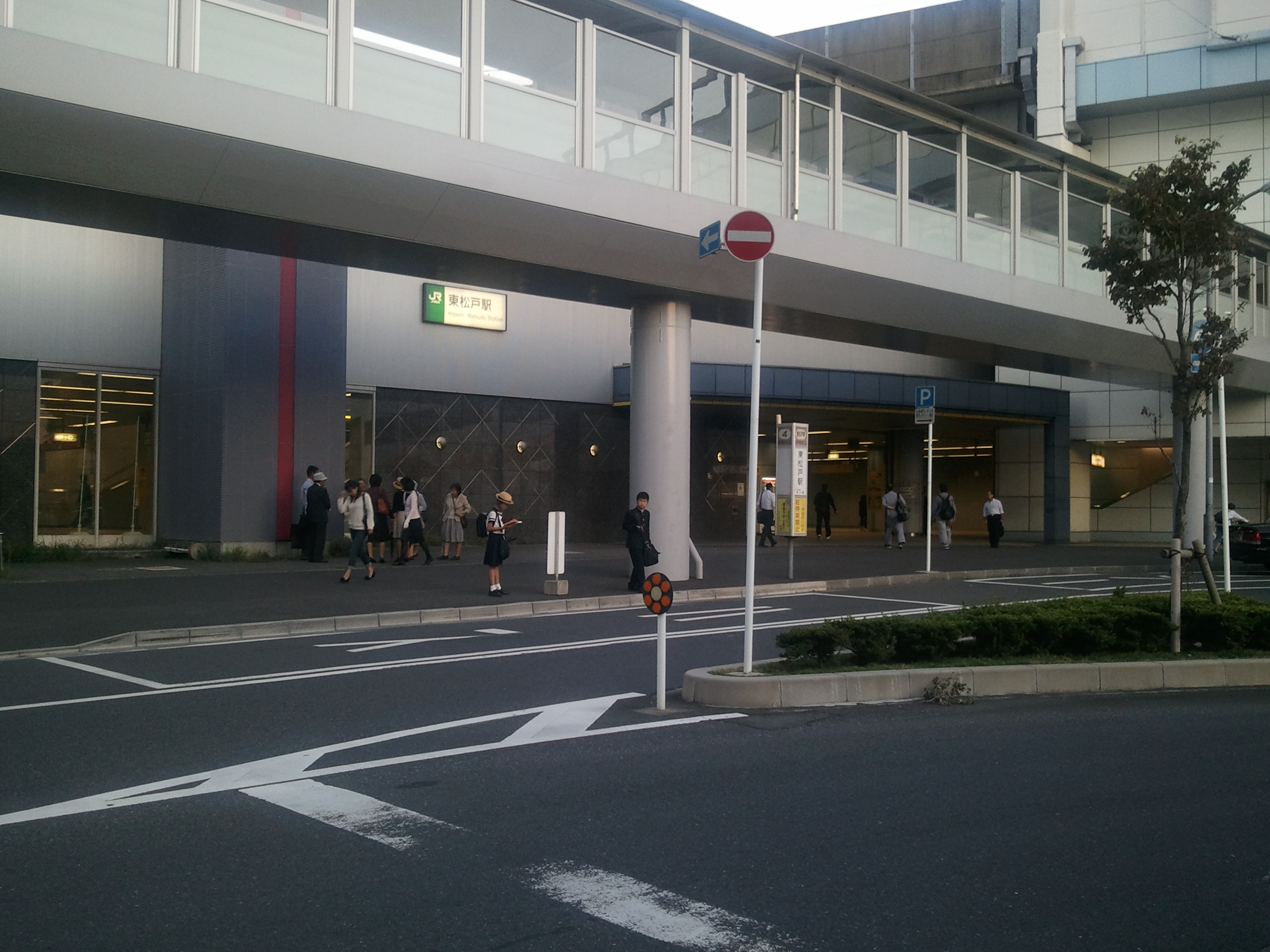
JR 서쪽 역사 모습(2012년 9월)
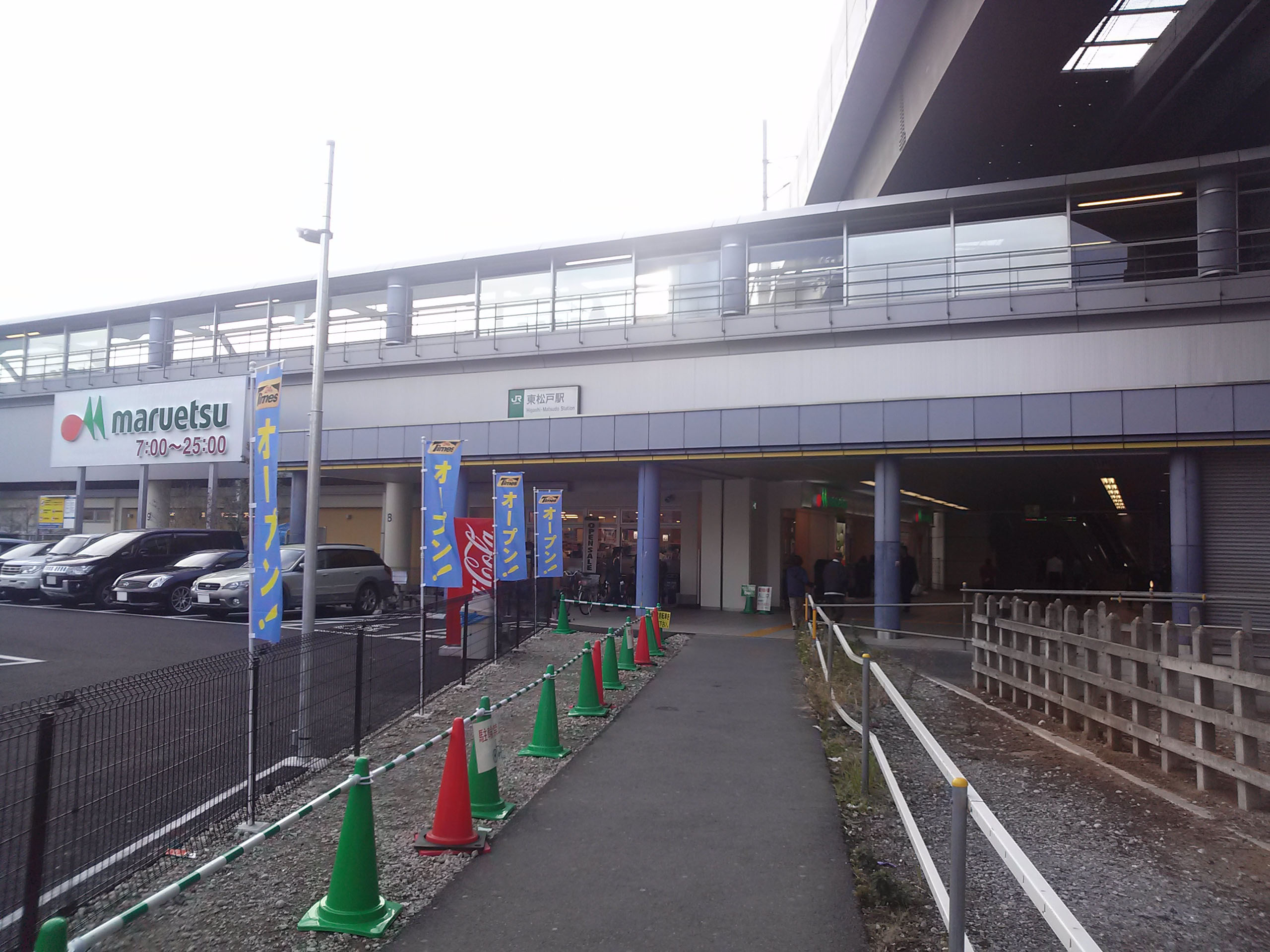
JR 동쪽 역사 모습(2012년 11월)
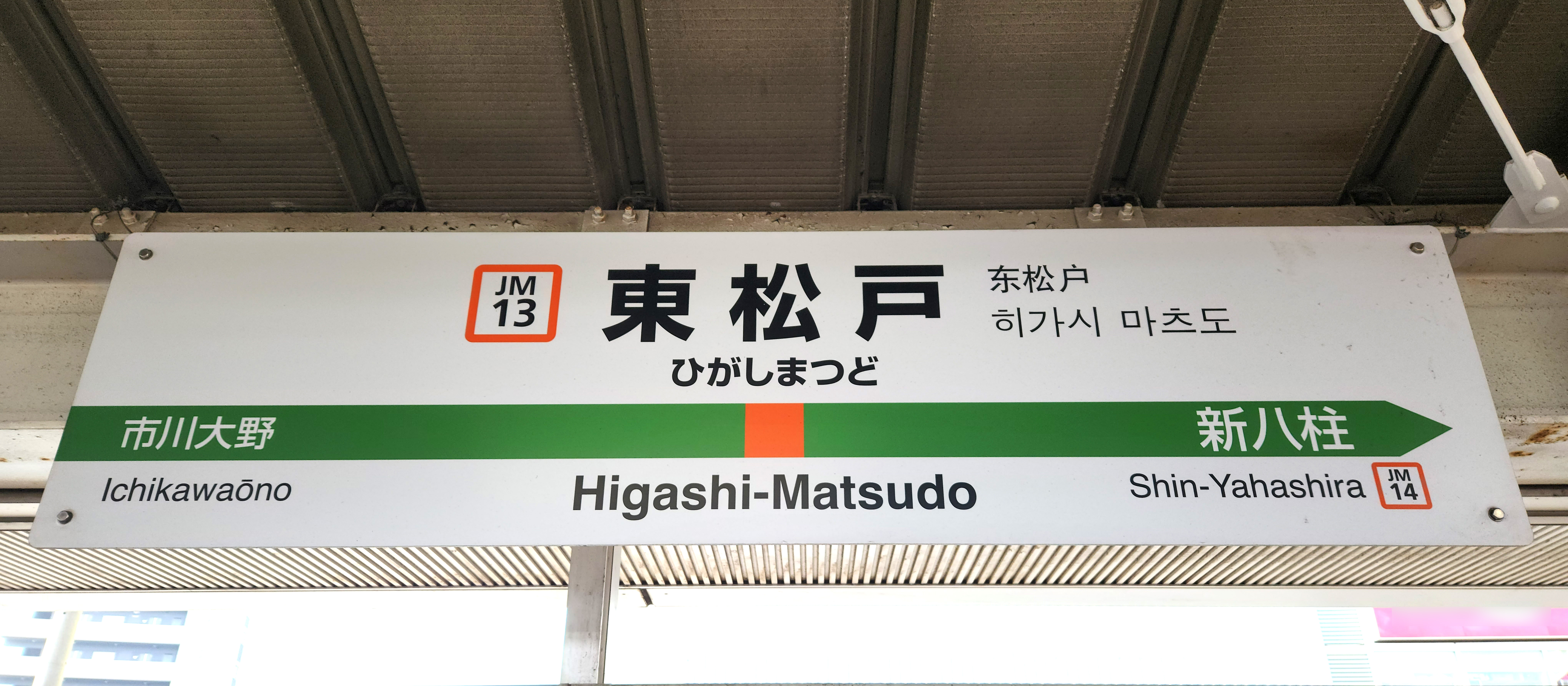
무마시노선 역명판(2023년 12월 16일)

## 인접역
| 호쿠소 철도 호쿠소선 · 게이세이 전철 나리타 공항선 | 호쿠소 철도 호쿠소선 · 게이세이 전철 나리타 공항선 | 호쿠소 철도 호쿠소선 · 게이세이 전철 나리타 공항선 |
| -------------------------------------------------- | -------------------------------------------------- | -------------------------------------------------- |
| KS 10 게이세이 다카사고 오시아게 · 우에노 방면     | ●악세스 특급 ● 특급                                | 신카마가야 HS 08 나리타 공항 방면                  |
| HS 04 아키야마 게이세이 다카사고 방면              | ● 보통                                             | 마쓰히다이 HS 06 인바니혼이다이 방면               |
| 동일본 여객철도 ■ 무사시노 선                      |                                                    |                                                    |
| JM 14 신야하시라 후추혼마치 방면                   | 보통                                               | 이치카와오노 JM 12 니시후나바시 방면               |

※ 호쿠소 선 특급은 평일 아침 상행, 저녁 하행만 운행하고, 호쿠소 선 급행은 평일 저녁 하행만을 운행한다.